# Shadui (köpinghuvudort i Kina, Hubei Sheng, lat 29,31, long 113,90)
Shadui (kinesiska: 沙堆, 沙堆镇) är en köpinghuvudort i Kina. Den ligger i provinsen Hubei, i den centrala delen av landet, omkring 150 kilometer söder om provinshuvudstaden Wuhan. Antalet invånare är 19 828. Befolkningen består av 9 708 kvinnor och 10 120 män. Barn under 15 år utgör 19,0 %, vuxna 15-64 år 71 %, och äldre över 65 år 9,0 %.
Runt Shadui är det tätbefolkat, med 369 invånare per kvadratkilometer. Närmaste större samhälle är Shicheng, 18,0 km norr om Shadui. Trakten runt Shadui består till största delen av jordbruksmark.
Genomsnittlig årsnederbörd är 2 078 millimeter. Den regnigaste månaden är maj, med i genomsnitt 321 mm nederbörd, och den torraste är januari, med 54 mm nederbörd.